# Keylor Herrera

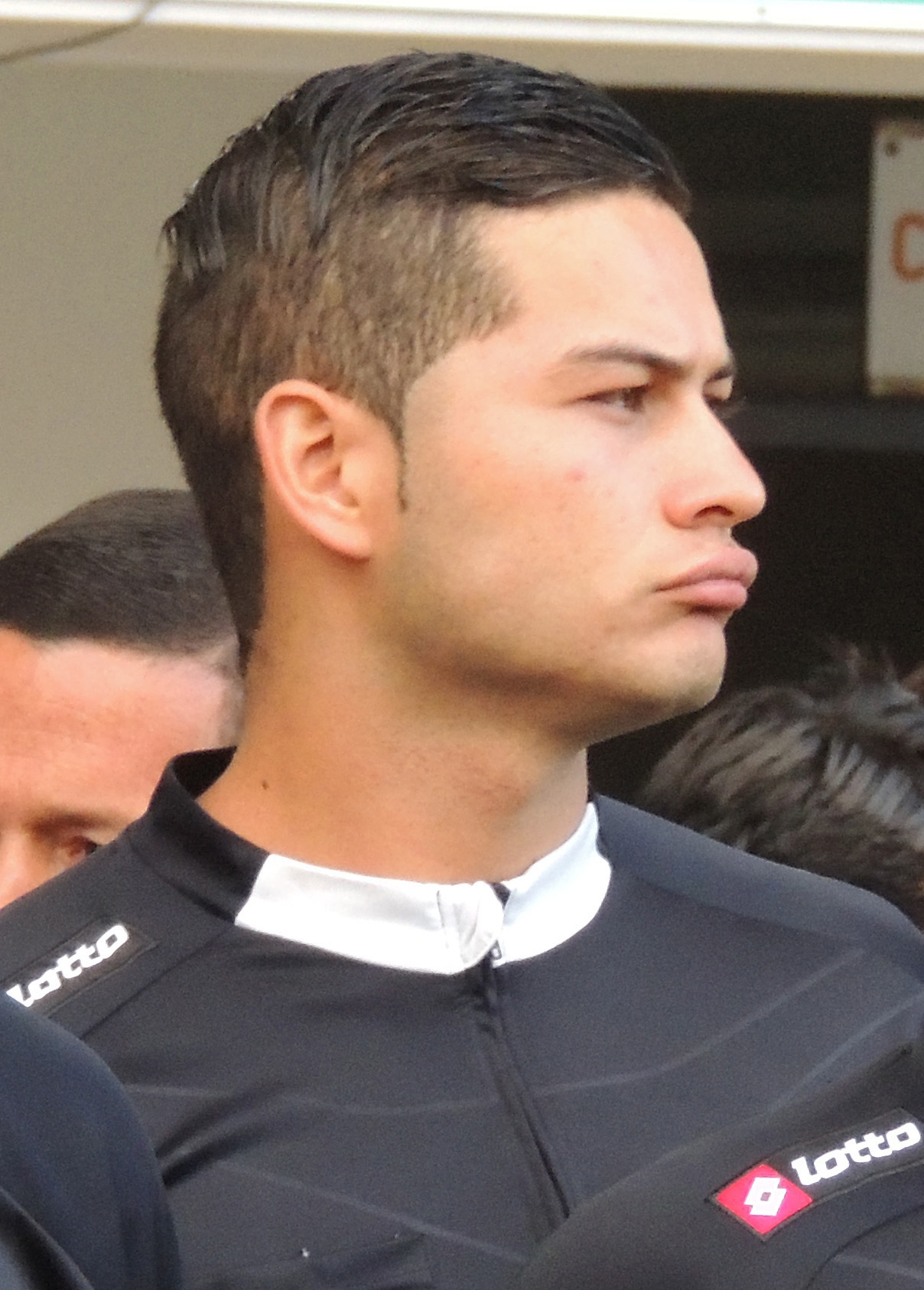
Keylor Herrera (2015)

Keylor Antonio Herrera Villalobos (* 1993) ist ein costa-ricanischer Fußballschiedsrichter.
Herrera leitet seit Juli 2019 Spiele in der costa-ricanischen Primera División und wurde im Spiel um die Súper Copa de Costa Rica 2022 und 2023 eingesetzt.
Seit 2019 ist er FIFA-Schiedsrichter und leitet internationale Fußballspiele.
Beim Gold Cup 2023 leitete Herrera ein Spiel in der Gruppenphase. Bei der U-17-Weltmeisterschaft 2023 in Indonesien leitete Herrera zwei Gruppenspiele. Auch in der CONCACAF Nations League kam er in den Saisons 2019–21 sowie 2022/23 in jeweils drei Spielen und 2023/24 in einem Spiel zum Einsatz.